# Soudersburg
Soudersburg es un lugar designado por el censo ubicado en el condado de Lancaster en el estado estadounidense de Pensilvania. En el Censo de 2010 tenía una población de 540 habitantes y una densidad poblacional de 179,27 personas por km².

## Geografía
Soudersburg se encuentra ubicado en las coordenadas 40°0′55″N 76°9′13″O / 40.01528, -76.15361. Según la Oficina del Censo de los Estados Unidos, Soudersburg tiene una superficie total de 3.01 km², de la cual 2.98 km² corresponden a tierra firme y (1.2%) 0.04 km² es agua.

## Demografía
Según el censo de 2010, había 540 personas residiendo en Soudersburg. La densidad de población era de 179,27 hab./km². De los 540 habitantes, Soudersburg estaba compuesto por el 87.04% blancos, el 2.22% eran afroamericanos, el 0.19% eran amerindios, el 3.7% eran asiáticos, el 0.19% eran isleños del Pacífico, el 2.59% eran de otras razas y el 4.07% pertenecían a dos o más razas. Del total de la población el 6.3% eran hispanos o latinos de cualquier raza.